# Острава Оупън
Острава Оупън (на английски: Ostrava Open) е професионален турнир по тенис. 

## История
От 1994 до 1998 г. Чехия Индор е тенис турнир за мъже, който е част от Световните серии на ATP тур. Провежда се в ЧЕЗ Арена в Острава в Чешката република и се игра на закрити кортове с килим.
Турнирът се провежда през 2020-2022 г., като турнир от WTA веригата за жени. През юни 2023 г. се разбира че турнира отпада от календара.

## Финали

### Сингъл мъже
| Година | Шампион           | Финалист          | Резултат            |
| ------ | ----------------- | ----------------- | ------------------- |
| 1998   | Маливай Уошингтън | Арно Бьоч         | 4 – 6, 6 – 3, 6 – 3 |
| 1997   | Уейн Ферейра      | Маливай Уошингтън | 3 – 6, 6 – 4, 6 – 3 |
| 1996   | Давид Приносил    | Петер Корда       | 6 – 1, 6 – 2        |
| 1995   | Карол Кучера      | Магнус Норман     | 6 – 2, отказва се   |
| 1994   | Андре Агаси       | Ян Крошлак        | 6 – 2, 3 – 6, 6 – 3 |